# Framtidsvecka
Framtidsveckan är en vecka där en grupp under en valfri vecka på en eller flera ställen skapar mötesplatser där miljö, klimat och hållbar utveckling står i centrum.

## Upplägg
Vanligtvis finns en grupp på en plats som tar initiativ för en framtidsvecka. Vanligtvis samordnar Studiefrämjandet programpunkterna och tillhandahåller webbplatsen där alla programpunkter listas. Punkterna kan också samlas i t.ex. en tidningsbilaga som delas ut i regionen. Tanken är att alla kan bidra med programpunkter, oavsett om det är en enskild person eller ett multinationellt företag. Det är också möjligt att sponsra programpunkter (särskilt bilagan). Det viktiga är att programpunkterna har ett hållbarhets- och omställningsperspektiv. Varje enskild arrangör är sedan ansvarig för sin egen programpunkt, men det är en fördel om man samordnar aktiviteterna.